# 3 de novembro
3 de novembro é o 307.º dia do ano no calendário gregoriano (308.º em anos bissextos). Faltam 58 dias para acabar o ano.

## Eventos históricos

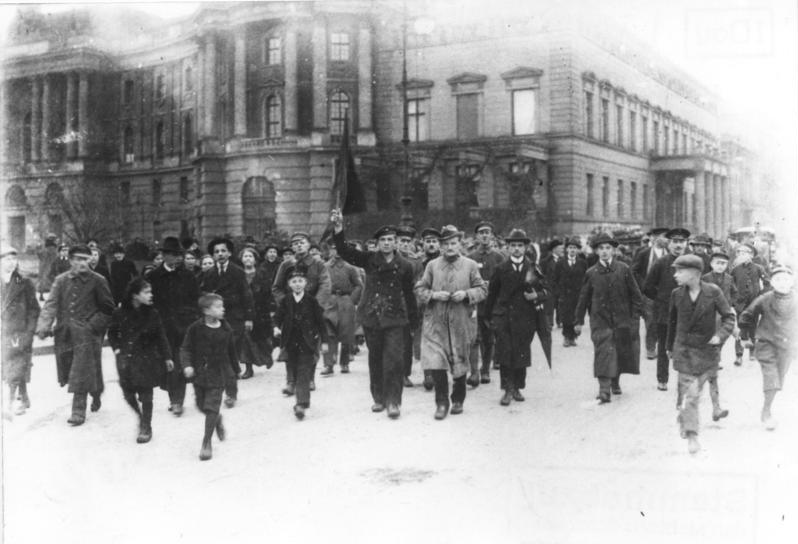
1918: Revolução Alemã de 1918-1919

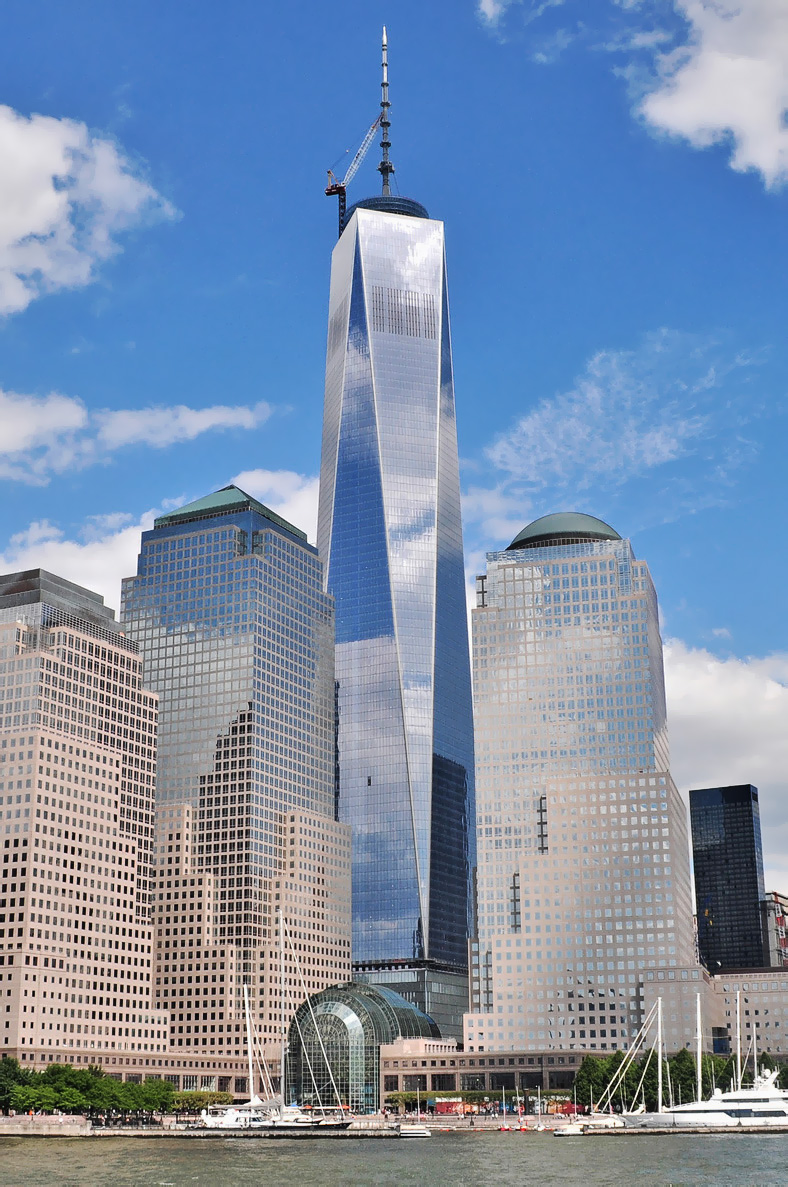
2014: Inauguração do One World Trade Center

- 0361 — O imperador romano Constâncio II morre de febre em Mopsuéstia, na Cilícia. No leito de morte, é batizado e declara seu primo Juliano, sucessor legítimo.
- 0644 — Omar ibne Alcatabe, o segundo califa muçulmano, é assassinado por um escravo persa em Medina.
- 1333 — As inundações do rio Arno causam grandes danos em Florença, como registrado pelo cronista florentino Giovanni Villani.
- 1468 — Liège é saqueada pelas tropas de Carlos, Duque da Borgonha.
- 1493 — Cristóvão Colombo avista pela primeira vez a ilha de Dominica no Mar do Caribe.
- 1534 — O Parlamento inglês aprova o primeiro Ato de Supremacia, tornando o Rei Henrique VIII chefe da Igreja Anglicana, suplantando o papa e a Igreja Católica.
- 1793 — A dramaturga, jornalista e feminista francesa Olympe de Gouges é guilhotinada.
- 1783 — O Exército Continental norte-americano é dissolvido.
- 1821 — Independência da Nicarágua.
- 1838 — The Times of India, o jornal diário de maior circulação em língua inglesa do mundo, é fundado como The Bombay Times e Journal of Commerce.
- 1867 — Giuseppe Garibaldi e seus seguidores são derrotados na Batalha de Mentana e não conseguem acabar com o poder temporal do Papa Pio IX em Roma (isso seria alcançado três anos depois).
- 1881 — Começa a revolta mapuche de 1881 no Chile.
- 1887 — É fundada a Associação Académica de Coimbra, a mais antiga associação de estudantes de Portugal, sendo também fundada a AAC-OAF, o mais antigo clube de futebol em atividade na Península Ibérica.
- 1891 — Golpe de Três de Novembro: O Presidente Deodoro da Fonseca manda fechar o Congresso e decreta estado de sítio, após a aprovação de uma lei que permitia o impeachment do presidente dos Estados Unidos do Brasil. Júlio de Castilhos é deposto da presidência (como então eram chamados os governadores) do estado do Rio Grande do Sul.
- 1898 — A França retira suas tropas de Fachoda (atual Sudão), encerrando o Incidente de Fachoda.
- 1903 — Com o incentivo dos Estados Unidos, o Panamá se separa da Colômbia.
- 1911 — A Chevrolet entra oficialmente no mercado automobilístico em concorrência com o Ford Model T.
- 1918
  - Áustria-Hungria entra no Armistício de Villa Giusti com os Aliados, e o império governado pelos Habsburgos se dissolve.
  - A Revolução Alemã de 1918-1919 começa quando 40 000 marinheiros assumem o porto de Kiel.
- 1920 — Guerra Civil Russa: O Exército Russo se retira para a Crimeia, após uma ofensiva bem-sucedida do Exército Vermelho e do Exército Insurgente Revolucionário da Ucrânia.[1]
- 1930 — Getúlio Vargas torna-se chefe do Governo Provisório no Brasil após o golpe da Revolução de 1930, ocorrida no dia 24 de outubro.
- 1932 — Panagis Tsaldaris torna-se o 142º primeiro-ministro da Grécia.
- 1935 — Jorge II da Grécia recupera seu trono através de um plebiscito popular.[2]
- 1936 — Franklin D. Roosevelt é eleito presidente dos Estados Unidos.
- 1942 — Segunda Guerra Mundial: começa a Batalha de Koli Point durante a Campanha de Guadalcanal e termina em 12 de novembro.
- 1943 — Segunda Guerra Mundial: quinhentos aviões da Oitava Força Aérea dos Estados Unidos devastam o porto de Wilhelmshaven na Alemanha.
- 1944 — Segunda Guerra Mundial: Dois comandantes supremos da Revolta Nacional Eslovaca, os generais Ján Golian e Rudolf Viest, são capturados, torturados e posteriormente executados pelas forças alemãs.[3]
- 1946 — A Constituição do Japão é adotada com o consentimento do Imperador Showa.
- 1949 — Guerra Civil Chinesa: Ocorre a Batalha da Ilha de Dengbu.
- 1956
  - Crise de Suez: Os assassinatos de Khan Yunis pelas Forças de Defesa de Israel em Gaza, controlada pelo Egito, resultam na morte de 275 palestinos.
  - Revolução Húngara: Um novo governo húngaro é formado, no qual muitos membros de partidos não-comunistas proibidos participam. János Kádár e Ferenc Münnich formam um contra-governo em Moscou enquanto as tropas soviéticas se preparam para o ataque final.
- 1957 — Laika se torna o primeiro ser vivo a entrar em orbita espacial a bordo do Sputnik 2.
- 1964 — Lyndon B. Johnson é eleito para um mandato completo como presidente dos EUA.
- 1967 — Guerra do Vietnã: início da Batalha de Dak To.
- 1969 — Guerra do Vietnã: o presidente dos Estados Unidos Richard M. Nixon se dirige à nação na televisão e no rádio, pedindo à "maioria silenciosa" que se junte a ele em solidariedade aos esforços da Guerra do Vietnã e apoie suas políticas.[4]
- 1973 — Programa Mariner: a NASA lança o Mariner 10 em direção a Mercúrio. Em 29 de março de 1974, torna-se a primeira sonda espacial a atingir esse planeta.
- 1975 — Syed Nazrul Islam, A. H. M. Qamaruzzaman, Tajuddin Ahmad e Muhammad Mansur Ali, políticos de Bangladesh e partidários do Sheikh Mujibur Rahman, são assassinados na Cadeia Central de Daca.
- 1978 — Dominica obtém sua independência do Reino Unido.
- 1979 — Massacre de Greensboro: cinco membros do Partido dos Trabalhadores Comunistas são mortos a tiros e sete são feridos por um grupo da Ku Klux Klan e neonazistas durante o comício "Morte ao Klan" em Greensboro, Carolina do Norte, Estados Unidos.
- 1982 — O incêndio do túnel de Salang, no Afeganistão, mata de 150 a 2 000 pessoas.
- 1986
  - Os Estados Federados da Micronésia conquistam a independência dos Estados Unidos.
  - Caso Irã-Contra: a revista libanesa Ash-Shiraa relata que os Estados Unidos têm vendido secretamente armas ao Irã para garantir a libertação de sete reféns norte-americanos mantidos por grupos pró-iranianos no Líbano.
- 1988 — Mercenários tâmeis do Sri Lanka tentam derrubar o governo das Maldivas. A pedido do presidente Maumoon Abdul Gayoom, os militares indianos reprimem a rebelião em 24 horas.
- 1992 — O governador democrata do Arkansas, Bill Clinton, derrota o presidente republicano George H. W. Bush e o candidato independente Ross Perot nas eleições presidenciais de 1992 nos Estados Unidos.
- 1995 — Teve início o Programa de Estímulo à Reestruturação e ao Fortalecimento do Sistema Financeiro Nacional (PROER), permitindo ao Banco Central do Brasil a utilização de recursos públicos para organizar e garantir a aquisição ou fusão de bancos e outras instituições financeiras em dificuldades.
- 1997 — Os Estados Unidos impõem sanções econômicas contra o Sudão em resposta aos abusos dos direitos humanos de seus próprios cidadãos e sua assistência material e política a grupos extremistas islâmicos em todo o Oriente Médio e África Oriental.[5]
- 2014 — Inaugurado oficialmente o One World Trade Center. É o substituto das Torres Gêmeas do World Trade Center, na cidade de Nova Iorque, depois de ter sido atacada por dois aviões durante os ataques de 11 de setembro.
- 2020
  - A eleição presidencial dos Estados Unidos de 2020 ocorre entre o democrata Joe Biden e o presidente republicano Donald Trump. Em 7 de novembro, Biden foi declarado vencedor.
  - A Guerra do Tigré começa com os rebeldes tigrínios lançando ataques aos centros de comando etíopes.[6]
  - Furacão Eta atinge a Nicarágua como furacão de categoria 4, matando mais de 200 pessoas.[7]
  - Atentado no campus da Universidade de Cabul, Afeganistão, mata 35 pessoas e fere 50 outras.[8]
- 2022 — Tentativa de assassinato de Imran Khan, ex-primeiro-ministro do Paquistão, resulta na morte de uma pessoa e deixa outras nove feridas.[9]
- 2023 — Um terremoto de magnitude 6,4 atinge a região de Jajarkot, no Nepal, deixando mais de 150 mortos.[10]

## Nascimentos

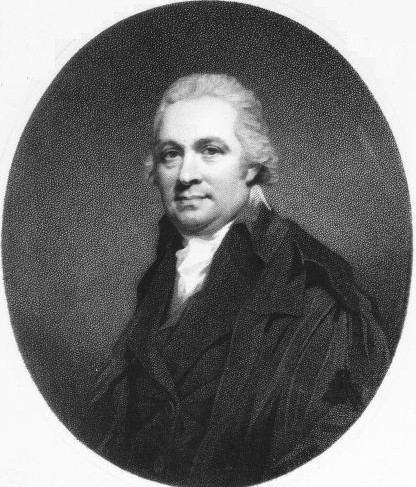
Daniel Rutherford

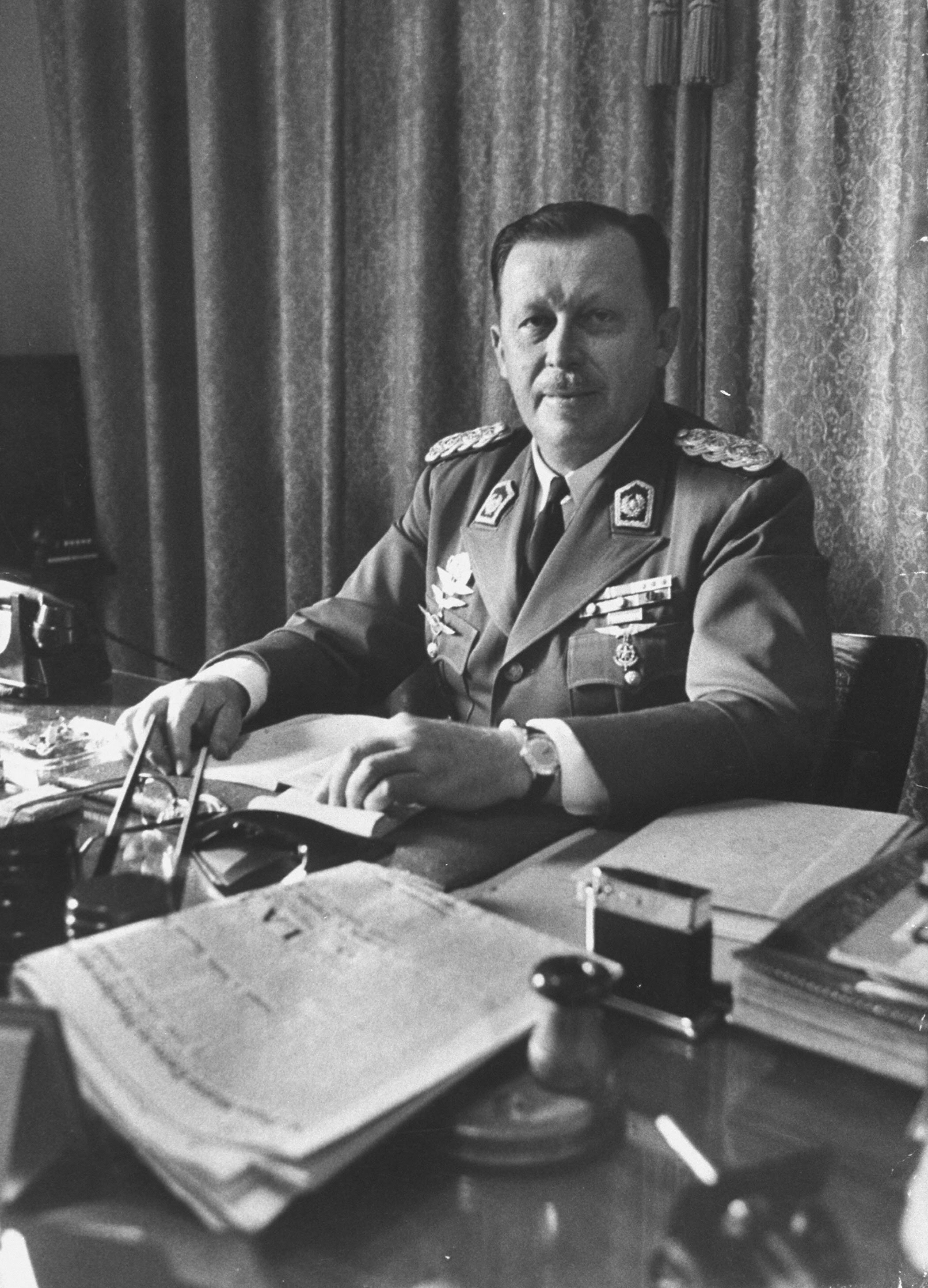
Alfredo Stroessner

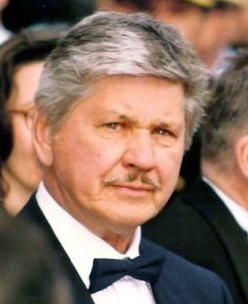
Charles Bronson

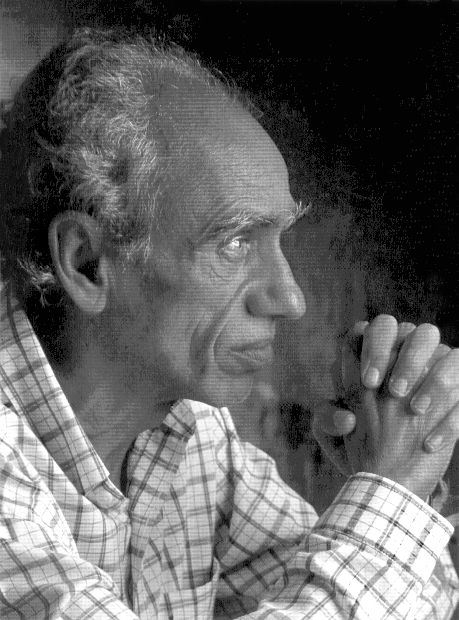
Betinho

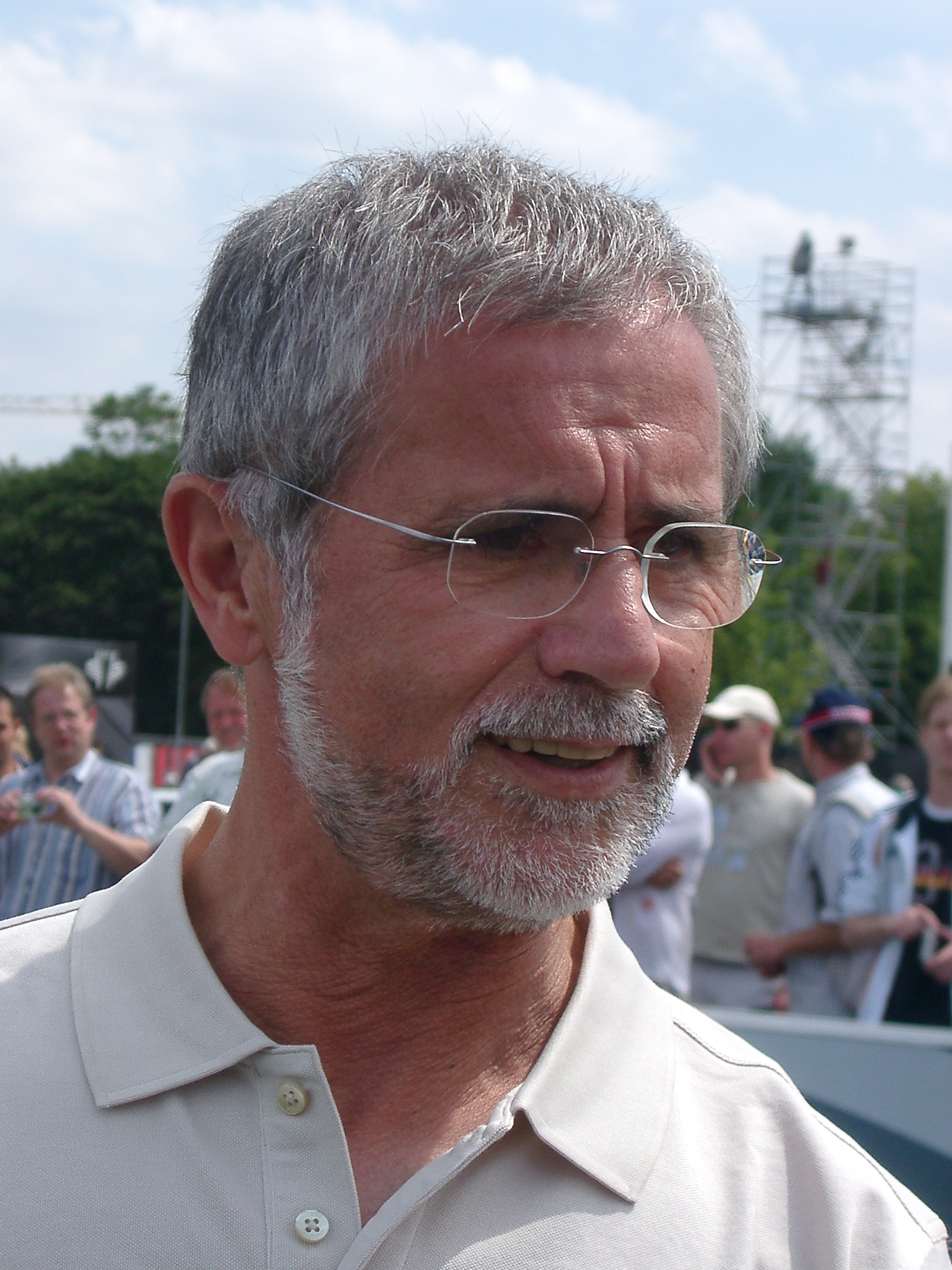
Gerd Müller

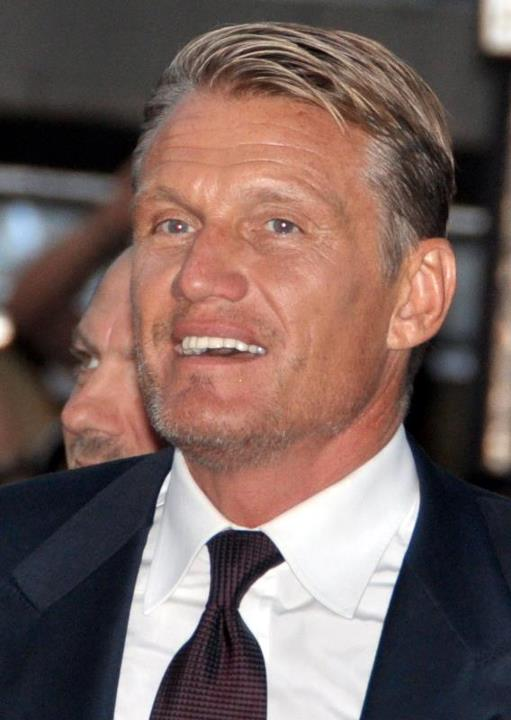
Dolph Lundgren

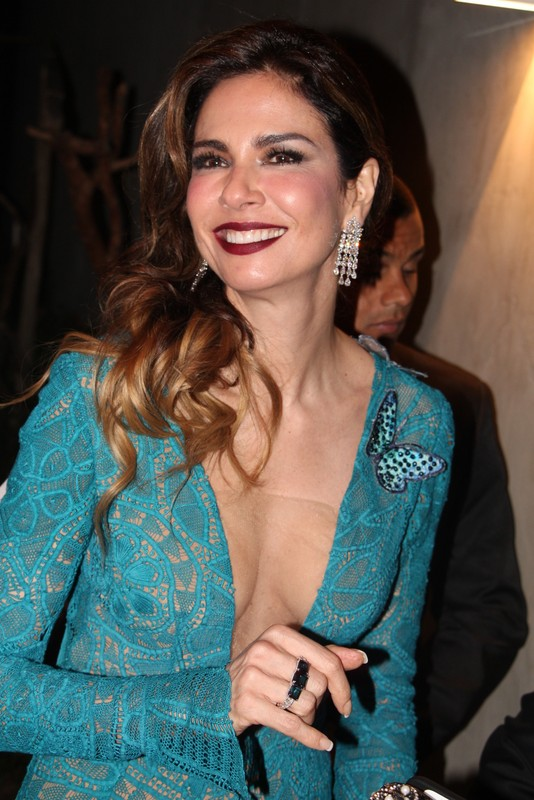
Luciana Gimenez

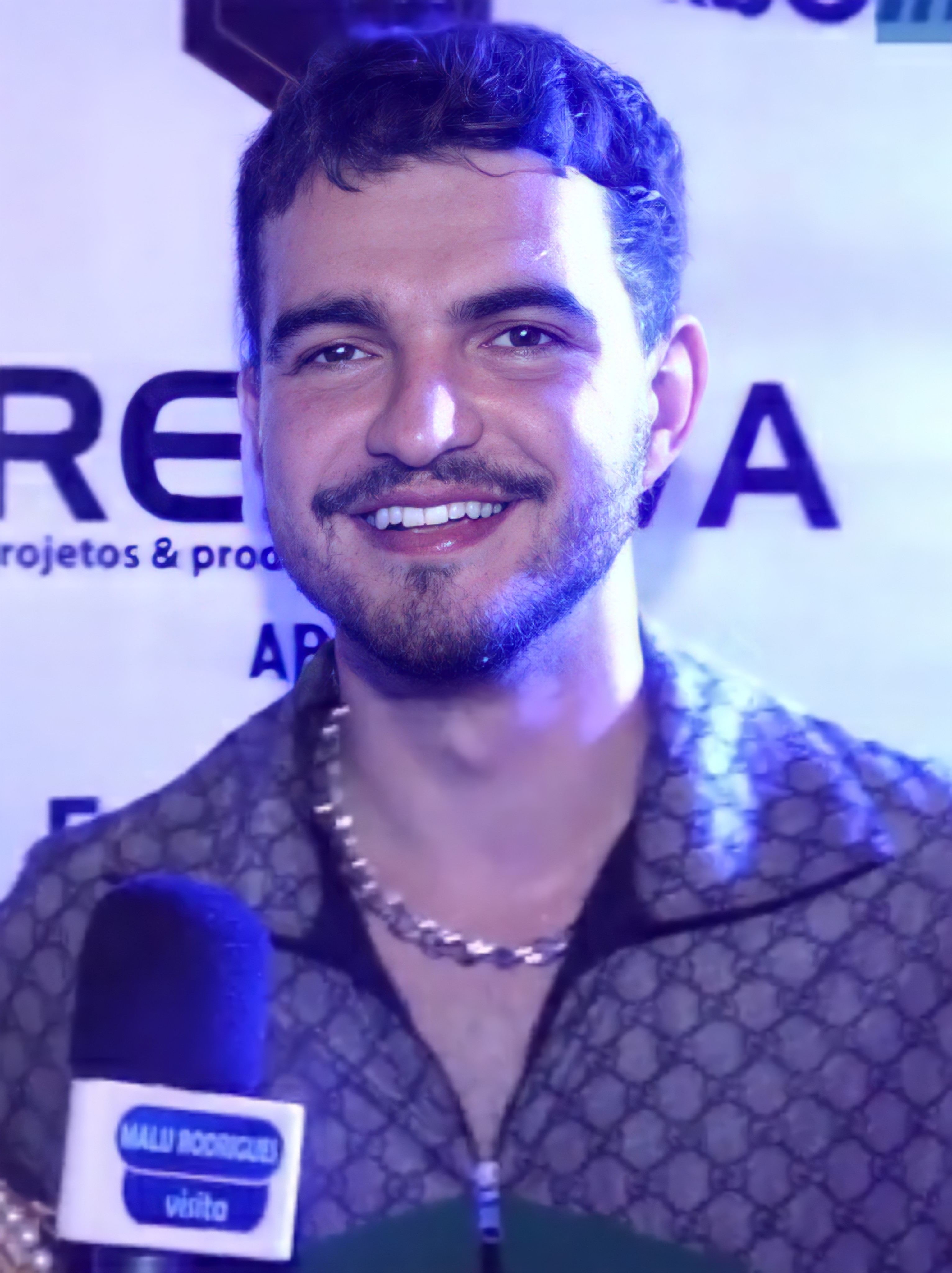
Jão

Suzane von Richthofen

### Anterior ao século XIX
- 0039 — Lucano, poeta romano (m. 65).
- 1558 — Thomas Kyd, dramaturgo inglês (m. 1594).
- 1560 — Annibale Carracci, pintor italiano (m. 1609).
- 1587 — Samuel Scheidt, compositor e organista alemão (m. 1654).
- 1618 — Aurangzeb, imperador mongol da Índia (m. 1707).
- 1632 — Mihály Apafi I, Príncipe da Transilvânia (m. 1690).
- 1633 — Bernardino Ramazzini, médico e escritor italiano (m. 1714).
- 1738 — Albinia Hobart, Condessa de Buckinghamshire (m. 1816).
- 1749 — Daniel Rutherford, médico e químico britânico (m. 1819).
- 1757 — Robert Smith, político estadunidense (m. 1842).
- 1768 — Karađorđe Petrović, rei da Sérvia (m. 1817).
- 1777 — Sofia do Reino Unido (m. 1848).
- 1793
  - Stephen F. Austin, patriota e pioneiro americano (m. 1836).
  - Thomas Ender , pintor de paisagens e aquarelista britânico (m. 1875).
- 1794 — William Cullen Bryant, poeta e jornalista estadunidense (m. 1878).

### Século XIX
- 1801 — Karl Baedeker, editor alemão (m. 1859).
- 1816 — Jubal Early, general norte-americano (m. 1894).
- 1852 — Meiji imperador do Japão (m. 1912).
- 1860 — Alfredo Andersen, pintor, escultor, cenógrafo e desenhista norueguês (m. 1935).
- 1877 — Carlos Ibáñez del Campo, político chileno (m. 1960).
- 1891 — Eileen Sutherland-Leveson-Gower, Duquesa de Sutherland (m. 1943).
- 1893 — Edward Adelbert Doisy, bioquímico norte-americano (m. 1986).
- 1900 — Adolf Dassler, empresário alemão (m. 1978).

### Século XX

#### 1901—1950
- 1901 — André Malraux, político francês (m. 1976).
- 1912 — Alfredo Stroessner, militar e político paraguaio (m.2006).
- 1918 — Manuel Antunes, ensaísta português (m. 1985).
- 1921 — Charles Bronson, ator norte-americano (m. 2003).
- 1923 — Charles Nolte, ator norte-americano (m. 2010).
- 1926 — Valdas Adamkus, político lituano.
- 1927 — Armando de Moraes Ancora Filho, general brasileiro (m. 2020).
- 1928 — Osamu Tezuka, mangaká japonês (m. 1989).
- 1930 — Tsutomu Seki, astrônomo japonês.
- 1933 — Amartya Sen, economista indiano.
- 1935 — Betinho, sociólogo e ativista brasileiro (m. 1997).
- 1936 — Roy Emerson, ex-tenista australiano.
- 1939
  - Adi Da, orientador espiritual jamaicano (m. 2008).
  - Harildo Déda, ator e diretor teatral brasileiro (m. 2023).
- 1943 — João Só, cantor e compositor brasileiro (m. 1992).
- 1945 — Gerd Müller, futebolista alemão (m. 2021).
- 1948 — Helmuth Koinigg, automobilista austríaco (m. 1973).
- 1949 — Anna Wintour, editora norte-americana.

#### 1951—2000
- 1951 — François Bracci, futebolista francês (m. 2023).
- 1952
  - Reinaldo Figueiredo, humorista brasileiro.
  - Roseanne Barr, atriz, escritora e comediante norte-americana.
- 1953 — Kate Capshaw, atriz norte-americana.
- 1954 — Adam Ant, músico britânico.
- 1956
  - Chrystian, cantor sertanejo brasileiro (m. 2024).
  - Eike Batista, empresário brasileiro.
- 1957 — Dolph Lundgren, ator sueco.
- 1959
  - Hal Hartley, cineasta norte-americano.
  - Timothy Patrick Murphy, ator norte-americano (m. 1988).
- 1960 — William Monahan, roteirista norte-americano.
- 1961 - Sergio du Bocage, jornalista brasileiro esportivo
- 1962 — Gabe Newell, empresário norte-americano.
- 1963 — Márcio Nunes, ex-futebolista brasileiro.
- 1964 — Gregório Paixão, bispo brasileiro.
- 1966
  - Vinny, cantor e compositor brasileiro.
  - Gil Baiano, ex-futebolista brasileiro.
- 1967 — Kim, cantor, produtor musical, arranjador, letrista, psicólogo e poeta brasileiro.
- 1969
  - Luciana Gimenez, apresentadora brasileira.
  - Mattia Binotto, engenheiro italiano.
- 1971 — Unai Emery, ex-futebolista espanhol.
- 1973 — Mick Thomson, guitarrista americano.
- 1976 - Rodrigo Pacheco, advogado e político brasileiro
- 1977 — Aria Giovanni, modelo e atriz norte-americana.
- 1979
  - Tim McIlrath, músico norte-americano.
  - Édson Bastos, futebolista brasileiro.
  - Pablo Aimar, futebolista argentino.
- 1981
  - Diego López Rodríguez, ex-futebolista espanhol.
  - Jermaine Jones,  futebolista teuto-estadunidense.
  - Rodrigo Millar, ex-futebolista chileno.
- 1982 — Raquel del Rosario, cantora espanhola.
- 1983
  - Fininho, futebolista brasileiro.
  - Suzane von Richthofen, artesã e criminosa brasileira.
- 1984 — Christian Bakkerud, automobilista dinamarquês (m. 2011).
- 1986 — Antonia Thomas, atriz e cantora britânica.
- 1987
  - Marco Sau, futebolista italiano.
  - Ty Lawson, jogador de basquetebol norte-americano.
- 1988 — Angus McLaren, ator australiano.
- 1989 — Paula DeAnda, cantora estadunidense.
- 1990
  - Polo Morín, ator e modelo mexicano.
  - Stefan Jović, basquetebolista sérvio.
- 1993 — Martina Trevisan, tenista italiana.
- 1994 — Jão, cantor e compositor brasileiro.
- 1995
  - Alice Wegmann, atriz brasileira.
  - Kendall Jenner, modelo americana.
  - Kelly Catlin, ciclista americana (m. 2019).
- 1996 — Aria Wallace, atriz e cantora norte-americana.
- 1998 — Maddison Elliott, nadadora paralímpica australiana.
- 1999 — Esmée Böbner, jogadora de vôlei de praia suíça.
- 2000 — Sergiño Dest, futebolista norte-americano.

## Mortes

### Anterior ao século XIX
- 0361 — Constâncio II, imperador romano (n. 317).
- 0572 — Sílvia, santa católica (n. 520).
- 1254 — João III Ducas Vatatzes, imperador bizantino (n. 1192).
- 1373 — Joana de Valois, Rainha de Navarra (n. 1343).
- 1451 — Cecília Gonzaga, nobre e freira italiana (n. 1426).
- 1584 — Carlos Borromeu, arcebispo católico italiano (n. 1538).
- 1600 — Richard Hooker, teólogo inglês (n. 1554).
- 1633 — Lucio Massari, pintor italiano (n. 1569).
- 1639 — Martinho de Porres, religioso e santo peruano (n. 1579).
- 1643
  - John Bainbridge, astrônomo inglês (n. 1582).
  - Paul Guldin, matemático e astrônomo suíço (n. 1577).
- 1708 — Henriqueta Catarina de Orange-Nassau (n. 1637).
- 1766 — Thomas Abbt, matemático e filósofo alemão (n. 1738).
- 1793 — Olympe de Gouges, dramaturga e jornalista francesa (n. 1748).
- 1794 — François-Joachim de Pierre de Bernis, religioso e político francês (n. 1715).

### Século XIX
- 1852 — Carlos María de Alvear, político argentino (n. 1789).
- 1858 — Harriet Taylor, filósofa e escritora britânica (n. 1807).
- 1864 — Gonçalves Dias, poeta brasileiro (n. 1823).
- 1867 — Domitila de Castro Canto e Melo, nobre brasileira (n. 1797).
- 1869 — Andreas Kalvos, poeta e dramaturgo grego (n. 1792).
- 1890 — Ulrich Ochsenbein, advogado e político suíço, 1.º presidente do Conselho Nacional suíço (n. 1811).
- 1891 — Louis Lucien Bonaparte, filólogo e político anglo-italiano (n. 1813).

### Século XX
- 1937 — Mikola Kuliş, prosador, dramaturgo e pedagogo ucraniano (n. 1892).
- 1954 — Henri Matisse, pintor francês (n. 1869).
- 1962 — Ralph Hodgson, poeta britânico (n. 1871).
- 1998 — Bob Kane, roteirista, desenhista e quadrinista norte-americano (n. 1915).
- 2000 — Helvídio Nunes de Barros, político brasileiro (n. 1925).

### Século XXI
- 2001 — Sofia da Grécia e Dinamarca (n. 1914).
- 2002 — Jonathan Harris, ator norte-americano (n. 1914).
- 2006
  - Alberto Spencer, futebolista equatoriano (n. 1937).
  - Paul Mauriat, maestro francês (n. 1925).
- 2009
  - Francisco Ayala, escritor espanhol (n. 1906).
  - Jyrki Kovaleff, comediante e dublador finlandês (n. 1954).
- 2010
  - Jerry Bock, compositor estadunidense (n. 1928).
  - Charles Charras, ator francês (n. 1920).
  - Jim Clench, músico canadense (n. 1949).
- 2012 — Carmélia Alves, cantora brasileira (n. 1923).
- 2015 — Dorival Mateus da Costa, futebolista brasileiro (n. 1962).
- 2018 — Maria Guinot, cantora portuguesa (n. 1945).
- 2023 — Elizângela, atriz brasileira (n. 1954).
- 2024 — Quincy Jones, produtor musical estadunidense (n. 1933).

## Feriados e eventos cíclicos
- Dia do Guarda Florestal
- Dia da Instituição do Direito de Voto da Mulher
- Dia da Independência do Panamá (em 1903).
- Feriado de emancipação política do município de Ingá.
- No Japão, é comemorado o Dia da Cultura (após 1946), ou o Nascimento do Imperador (antes de 1946).

### Cristianismo
- Huberto de Liège
- Malaquias de Armagh
- Martinho de Porres
- Pirmino de Reichenau
- Richard Hooker
- Sílvia de Roma
- Vinifrida

## Outros calendários
- No calendário romano era o 3.º dia  (III) antes das Nonas de novembro.
- No calendário litúrgico tem a letra dominical F para o dia da semana.
- No calendário gregoriano a epacta do dia é xix.